# Psamathocrita osseella
Psamathocrita osseella is een vlinder uit de familie tastermotten (Gelechiidae). De wetenschappelijke naam is voor het eerst geldig gepubliceerd in 1860 door Stainton.
De soort komt voor in Europa.